# Alexandra Masterson
Alexandra Masterson (* 21. Juni 1963 in Houston, Texas; gebürtig Carlin Alexandra Masterson) ist eine US-amerikanische Schauspielerin.

## Leben und Leistungen
Alexandra Masterson ist eine Tochter des Regisseurs und Schauspielers Peter Masterson, dessen Ehefrau Carlin Glynn und jüngere Tochter Mary Stuart Masterson ebenfalls als Schauspielerinnen arbeiten. Die Familie zog in den 1960er Jahren nach New York City. Alexandra Masterson studierte Kunstgeschichte an der Rice University, außerdem wurde sie von Geraldine Page und Ellen Burstyn im Fach der Schauspielkunst unterrichtet. Sie arbeitete am New Yorker Actor's Studio und am Alley Theatre in Houston.
Die Schauspielerin erhielt ihre erste Filmrolle im Filmdrama A Trip to Bountiful – Reise ins Glück aus dem Jahr 1985, mit dem ihr Vater als Regisseur debütierte. Geraldine Page und Carlin Glynn besetzten in diesem Film größere Rollen. Alexandra Masterson war zusätzlich als Produktionsassistentin tätig. In der Komödie Die Trottel vom Texas-Grill (1988) war Masterson unter Regie ihres Vaters an der Seite von Gene Hackman zu sehen. Ebenfalls unter Regie von Peter Masterson entstand der Western Blood Red – Stirb für dein Land (1989), in dem sie eine der Schwestern der Hauptfigur Marco Collogero (Eric Roberts) verkörperte. Eine andere seiner Schwestern spielte in diesem Film Julia Roberts, für die es die erste größere Rolle war. Im Filmdrama Smoke Screens (1997) spielte Alexandra Masterson eine der größeren Rollen.
Masterson war in den Jahren 1988 bis 1990 mit dem Komponisten John Ralph Dumke verheiratet und ist geschieden.

## Filmografie (Auswahl)
- 1985: A Trip to Bountiful – Reise ins Glück (The Trip to Bountiful)
- 1988: Die Trottel vom Texas-Grill (Full Moon in Blue Water)
- 1989: Blood Red – Stirb für dein Land (Blood Red)
- 1997: Smoke Screens